# Kupjansk
Kupjansk (ukrainsk: Куп'янськ, ukrainsk udtale: [ˈkupjɐnʲsʲk]; russisk: Купянск) er en by i Kharkiv oblast (provinsen) i det nordøstlige Ukraine. Den fungerer som administrationssæde for Kupjansk rajon (distrikt) og for Kupjansk Bys Hromada. Byen har en befolkning på omkring 27.169 (2021).
Indtil 18. juli 2020 var Kupjansk regnet som en by af regional betydning  og centrum for Kupjansk Kommune. Kupjansk blev en hromada i juli 2020 som en del af den administrative reform i Ukraine, der reducerede antallet af rajoner i Kharkiv oblast til syv. Området i Kupjansk Kommune blev slået sammen til Kupjansk rajon.

## Overblik
Kupjansk ligger på bredden af floden floden Oskol. Kupjansk er opdelt i tre dele, kendt som: Kupjansk (hovedparten af byen), Kupjansk-Vuzlovyi (hvor togstationen ligger) og Kivsharivka.
Kupjansk ligger ca. 2 1/2 time fra Kharkiv. Der er forbindelser med tog eller bus. Stationen er et vigtigt jernbaneknudepunkt i oblasten.

### Historie
Kupjansk var besat under Anden Verdenskrig af Nazi-Tyskland fra 24. juli 1942 til 3. februar 1943.
Kupjansk har været besat af russiske styrker siden 27. februar 2022.Selvom den ukrainske hær ødelagde en jernbanebro for at bremse fjendens fremrykning, overgav byens borgmester Hennadij Matsehoras, tre dage senere byen til den russiske hær i bytte for fred, da de truede med at indtage den med magt. Som følge heraf tiltalte den ukrainske regering den følgende dag Matsehora for forræderi. Den 28. februar blev Matsehora arresteret af de ukrainske myndigheder. 
Den 10. september 2022 erobrede de ukrainske styrker byen tilbage.